# 朴萊木
朴萊木（学名：Canthium gynochthodes）为茜草科朴萊木屬下的一个种。